# Francocentrisme
Le francocentrisme ou gallocentrisme est la tendance, consciente ou non, à valoriser la manière de penser de la France et à l'étendre à la compréhension d'autres cultures. Le francocentrisme est un ethnocentrisme. Relativement à l'utilisation de la langue française à l'échelle internationale, le terme sert à désigner la tendance à considérer que la référence au contexte français est implicite, surtout par rapport aux autres pays francophones,.

## Critiques
En 2007, Abdou Diouf, alors secrétaire général de la Francophonie, a critiqué la confusion entre francocentrisme et francophonie, entre exception culturelle française et diversité culturelle.
Les dictionnaires français contiennent de nombreux francocentrismes : alors qu'ils s'adressent à tous les locuteurs des pays de la francophonie et au-delà, les définitions sont souvent basées sur des notions ou références propres au français de France et principalement accessibles aux Français. Michaela Heinz (2010) aborde ce sujet à propos du Dictionnaire culturel en langue française d'Alain Rey et Danièle Morvan (2005), précisant qu'il est « loin de tout francocentrisme », car il est un dictionnaire « "EN langue française" (et non pas […] DE la langue française) ».

#### Généralités
- Ethnocentrisme
- Anthropologie culturelle
- Franco-français
- Francophilie
- Glottophobie

#### Francophonie
- Français de Belgique
- Français canadien (variétés acadienne, québécoise et terre-neuvienne)
- Français de Suisse